# Сиреневогрудая сизоворонка
Сиреневогрудая сизоворонка (лат. Coracias caudatus) — вид птиц из семейства сизоворонковых (Coraciidae). Выделяют два подвида.

## Описание
Сиреневогрудая сизоворонка длиной 35—45 см. Её оперение имеет исключительно пёструю окраску. Грудь фиолетовая, брюхо голубое. Голова и затылок зелёные, вокруг надклювья и над глазами тянется белая полоса. Лицо красноватое, крылья скорее коричневатые. Нижняя сторона крыльев ярко-синяя. Хвост выемчатый как у ласточки.

## Распространение
Сиреневогрудая сизоворонка распространена в Восточной Африке от Эфиопии через Сомали, Кению до севера Южной Африки, на западе от атлантического побережья Анголы и Намибии вглубь материка. Предпочитает саванны, открытый буш и сельскохозяйственные угодья.

## Питание
Сиреневогрудая сизоворонка охотится из засады на насекомых, гусениц, скорпионов и пауков.

## Размножение
Сиреневогрудые сизоворонки гнездятся в дуплах деревьев, полостях термитников и верхушках кокосовых пальм.

## Подвиды
По данным базы Международного союза орнитологов в составе вида Coracias caudatus выделяют 2 подвида:
- C. c. lorti Shelley, 1885. Восточная и Северная Кения вплоть до побережья Красного моря в Эфиопии и Сомали. Оперение от макушки головы до спины зеленовато-синее. Горло сиреневое, с заметными белыми полосами. Грудь лазурного цвета. У некоторых экземпляров имеются маленькие сиреневые пятна между грудью и брюхом;
- C. c. caudatus Linnaeus, 1766. Центральная Кения до побережья Атлантики и север Южной Африки. Оперение от макушки головы до спины оливково-зелёное. Горло и грудь сиреневые. На горле сильно заметные, а на груди слегка заметные белые полосы.